# ジョヴァンニ・ストロッパ
ジョヴァンニ・ストロッパ（イタリア語: Giovanni Stroppa、1968年1月24日 - ）は、イタリア・ムラッツァーノ出身の元サッカー選手で指導者。現役時代は優れたテクニックを有し、攻撃的MFや左右の中盤、フォワードとしてもプレーした。

## 経歴
ミランのユース出身で、モンツァにレンタル移籍後、1989年にドナドーニのサブとしてミランに復帰、ミランでは1989-90シーズンのUEFAチャンピオンズカップ、バイエルン・ミュンヘンとの準決勝第1戦は後半開始から、第2戦は先発出場、決勝のベンフィカ戦では出番が無かったが、優勝に貢献した。1990年のトヨタカップでは先発起用され、ミランの3点目となるゴールを決め、勝利に貢献した。
1991-92シーズン、ミランからレンタルでラツィオへ、1993-94シーズン、フォッジャにレンタルで移籍、その活躍が認められ、イタリア代表に選出された。ワールドカップ予選や親善試合など4戦連続でプレーし、ワールドカップ本大会の最終候補入りをしていたものの、大会メンバーには選出されなかった。その後はクラブで活躍がありながらも代表には招集されなかった。
1994-95シーズン、ミランのプリマヴェーラ時代に指導を受けた、カペッロ監督の希望により、ミランに複帰することとなった、(ワールドカップのメンバーから外れたため、1993-94シーズン終了後、ミランが行ったアジアツアーからチームに加わった。)。開幕戦を含む9試合で先発出場、ミラノダービーなどでゴールを決めたが、19試合の出場に留まり、翌1995-96年シーズンはウディネーゼに移籍した。ウディネーゼではビアホフの得点王のタイトル獲得、チームの好成績に貢献した。その後ピアチェンツァ、ブレシア、ジェノアなどでプレーをした後、2005年に現役を引退した。

## 指導者経歴
ACミランのU21チームの監督などを務めた。2016年よりフォッジャの監督に就任した。

## 監督成績
2022年9月19日現在
| クラブ             | 就任           | 退任           | 記録 | 記録 | 記録 | 記録 | 記録 | 記録 | 記録 | 記録   |
| クラブ             | 就任           | 退任           | 試   | 勝   | 分   | 敗   | 得   | 失   | 差   | 勝率   |
| ------------------ | -------------- | -------------- | ---- | ---- | ---- | ---- | ---- | ---- | ---- | ------ |
| ズュートティロール | 2011年7月13日  | 2012年5月20日  | 38   | 12   | 15   | 11   | 43   | 38   | +5   | 031.58 |
| ペスカーラ         | 2012年6月8日   | 2012年11月18日 | 14   | 4    | 2    | 8    | 10   | 24   | −14  | 028.57 |
| スペツィア         | 2013年6月20日  | 2013年12月14日 | 21   | 8    | 7    | 6    | 25   | 26   | −1   | 038.10 |
| ズュートティロール | 2015年4月20日  | 2016年5月12日  | 40   | 12   | 14   | 14   | 43   | 51   | −8   | 030.00 |
| フォッジャ         | 2016年8月14日  | 2018年6月20日  | 87   | 45   | 21   | 21   | 151  | 107  | +44  | 051.72 |
| クロトーネ         | 2018年6月20日  | 2018年10月29日 | 11   | 5    | 2    | 4    | 17   | 13   | +4   | 045.45 |
| クロトーネ         | 2018年12月28日 | 2021年3月1日   | 84   | 32   | 18   | 34   | 117  | 121  | −4   | 038.10 |
| モンツァ           | 2021年7月1日   | 2022年9月13日  | 50   | 24   | 11   | 15   | 77   | 62   | +15  | 048.00 |
| 合計               | 合計           | 合計           | 345  | 142  | 90   | 113  | 483  | 442  | +41  | 041.16 |